# Antics
Antics è il secondo album del gruppo musicale statunitense Interpol, pubblicato il 28 settembre 2004.

## Il disco
Dopo le acclamazioni del debutto, gli Interpol si prendono il loro tempo per sfornare il seguito, scrivendo con calma e sperimentando sul terreno live le prime versioni delle canzoni (Narc era nota al pubblico già dal 2003). Il risultato è un album certamente diverso dal precedente, dove le tematiche amorose sono sempre più centrali nel discorso del liricista Paul Banks, anche se mai trattate banalmente, ma sempre attraverso raffinati modi espressivi. È un album corposo, dove si perdono quasi subito i toni dimessi e soffusi del lavoro precedente, per fare spazio a riff più accentuati e accordi potenti (vedi Not Even Jail o Evil), stilisticamente omogeneo, che presenta al finale una nuova versione di una vecchia conoscenza dei fan, vale a dire A Time To Be So Small, presente nel Precipitate EP di tre anni prima.

## Tracce
1. Next Exit – 3:20
2. Evil – 3:35
3. NARC – 4:07
4. Take You On a Cruise – 4:54
5. Slow Hands – 3:04
6. Not Even Jail – 5:46
7. Public Pervert – 4:40
8. C'mere – 3:11
9. Length of Love – 4:06
10. A Time To Be So Small – 4:50

## Singoli
- Slow Hands (settembre 2004). B-sides:  Slow Hands (Dan The Automator Remix), Slow Hands (Britt Daniel of Spoon Remix)
- Evil (gennaio 2005). B-sides: Song Seven, Narc - Zane Lowe BBC Session, Evil - Zane Lowe BBC Session
- C'mere (marzo 2005). B-sides: Public Pervert (Carlos D. remix), Fog vs. Mould for the Length of Love, Not Even Jail (Daniel Kessler remix), NARC (Paul Banks remix)

## Formazione
- Paul Banks: chitarra, voce
- Daniel Kessler: chitarra, voce
- Carlos Dengler: basso, tastiera
- Sam Fogarino: batteria